# Weinberger-Powell-Doktrin
Die Weinberger-Powell-Doktrin oder Powell-Doktrin besagt, dass US-amerikanische Streitkräfte nur als letztes Mittel eingesetzt werden sollen. Zum Einsatz soll es nur kommen, wenn „Interessen von überragender Bedeutung für die Sicherheit und Lebensfähigkeit der USA auf dem Spiel stehen“. Des Weiteren muss die Unterstützung der breiten amerikanischen Öffentlichkeit sichergestellt sein.
Die Interventionen im Kosovo werden als ein Höhepunkt im Prozess der langsamen Befreiung „der amerikanischen Militärdoktrin“ aus dem Zwang der Weinberger-Powell-Doktrin bezeichnet.
Benannt wurde die Doktrin nach dem ehemaligen USA Verteidigungsminister Caspar Weinberger (im Amt von 21. Januar 1981 – 23. November 1987) und dem späteren Außenminister Colin Powell, der damals noch General der US-Landstreitkräfte war. 
Die Doktrin ist das Konzept einer effizienten Kriegsführung, entwickelt von Colin Powell nach dem 2. Golfkrieg 1991. 
In den Grundzügen lässt sie sich so zusammenfassen:
- Ein Krieg ist das letzte Mittel und wird erst in Erwägung gezogen, wenn alle anderen Optionen ausgeschöpft sind.
- Krieg kommt nur in Frage, wenn die nationale Sicherheit der Vereinigten Staaten in konkreter Gefahr ist.
- Eine ausreichende Basis an Unterstützung durch die Öffentlichkeit muss gewährleistet sein.
- Wenn der Krieg geführt wird, dann mit einer überwältigenden Übermacht an Truppen und Gerät um einen schnellen und verlustarmen Sieg sicherzustellen.
- Es muss eine vernünftige Strategie geben, sich aus dem Konflikt wieder zurückzuziehen (Exit-Strategie).

Ein möglicher Kritikpunkt an der Doktrin wäre, dass sie die Appeasement-Politik vor dem Zweiten Weltkrieg rechtfertigen würde. Sie wird häufig als logische Folge des Vietnamkrieg-Traumas gesehen und abgelehnt, weil sie die Handlungsmöglichkeiten der Regierung in der Frühphase von Konflikten stark einschränkt.
Im März 2010 sprach der Vorsitzende der Vereinten Stabschefs der amerikanischen Streitkräfte, Admiral Michael G. Mullen erstmals öffentlich von einer veränderten amerikanischen Militärstrategie, die von der Powell-Doktrin abweicht; es komme nicht länger darauf an, die Streitkräfte in überwältigender Kraft in den Kampf zu schicken (zwar war schon der frühere Verteidigungsminister Donald Rumsfeld beim Einmarsch in den Irak  2003 von der Powell-Doktrin abgewichen, aber der mangelnde anfängliche Erfolg war allgemein auf das Abweichen von der Powell-Doktrin zurückgeführt worden).